# Explosión de la Brigada Galápagos

### Contexto
El “Polvorín de Riobamba” es un importante suceso del que no mucho se habla, ocurrido en La Brigada Blindada Galápagos y considerado como una más de las demostraciones de la falta de control con entidades públicas por parte del Estado.
El recinto militar, que posee gran cantidad de armamento y es uno de los más importantes del ejército ecuatoriano, está ubicado en el costado noreste de Riobamba, pero a su alrededor se han levantado populosos barrios, lo cual provoca que sea un ente de riesgo general, el mismo que debió tener rigurosas normas de control en manejo de su armamento.
Como es común en el País, todo se justifica con la excusa de accidente, no se toma medidas preventivas antes de un suceso, si no medidas desesperadas tratando de corregir lo incorregible al momento de que ya se suscita el evento.
En este caso particular se dio a conocer un informe militar sobre una falla humana y las acciones a tomar para arreglar el caos ocasionado, pero nunca se dieron a conocer los controles que debieron tener los militares para la manipulación del armamento del fuerte militar.

### Desarrollo de los sucesos
Alrededor de la media tarde del 20 de noviembre de 2002 se sufrió la más fuerte de las explosiones en la historia del Ecuador. El 60 % de la ciudad de Riobamba conocida como la Sultana de los Andes quedó devastada después de que estallaran las bodegas de Armamento en la Brigada Galápagos, en las cuales se encontraba el arsenal de polvorín más grande del país.
Originalmente el incendio se inició alrededor de las 16:45, hora de Ecuador, en las bodegas del destacamento militar. Inmediatamente, se comienza a evacuar a los sectores cercanos a la institución militar y minutos después acuden ambulancias a los sitios devastados para atender a los heridos y llevarlos a los centros hospitalarios.
La ciudadanía huía y en medio del caos dejaban niños y adultos mayores en las viviendas, ocurrían un sinnúmero de choques y horas más tarde un completo embotellamiento dentro y en las vías de salida de la ciudad.
En horas de la noche se pone a conocimiento de la población, la ocurrencia de nuevas explosiones y la llegada de los primeros evacuados a Yaruquíes. Mientras que otras personas se dirigían a Chambo, Cajabamba, Licto, San Luis, Guaslán e incluso Ambato.
Portavoces militares informaron que esta catástrofe debió iniciarse por algún accidente ya que en la Brigada existían todas las seguridades para el manejo de municiones y después de alrededor de 80 detonaciones fuertes la ciudad quedó con muchas casas destruidas, heridos, muertos y daños materiales.

### Daños ocasionados
Aquella tarde de la tragedia no había nada que rompiera la rutina más que el anuncio de marchas proselitistas de los candidatos finalistas de la segunda vuelta electoral. A las 16:45 se sintió un fuerte estallido y la consiguiente onda expansiva rompió vidrios, destruyó techos, destruyó cielos rasos, desestabilizó paredes, rajó puertas, las sacó de su sitio y causó un centenar de daños más.
Habiendo sucedido varias detonaciones fuertes se sentía el temor que el siniestro alcanzará los almacenes donde se guardaban misiles.
El primer informe de esta catástrofe señaló que "las consecuencias no se pueden determinar debido a la falta de medios de comunicación que se han suspendido por efectos de la explosión". Los reportes que se recibían reiteraban que las explosiones eran continuas y que había muchos heridos por la rotura de vidrios
Un 80% de la ciudad presentaba falta de energía eléctrica, la delegación de la Defensoría del Pueblo de la época aseguró que se habían perdido 16 viviendas completas y que 12.000 quedaron dañadas, a más del perjuicio en hospitales, escuelas, templos e inmuebles públicos.

### Investigaciones realizadas antes y después del suceso
Los desastres que se manifestaron fueron principalmente en lugares como la Brigada Blindada Galápagos, el Colegio Salesianos que se encontraba siendo casa para el proceso electoral que se realizaría el 24 de noviembre del 2002, donde se encontraron evidencias del momento, ya que la televisora TV Sultana se encontraba en el sitio haciendo un reportaje de rutina por las próximas elecciones. El coliseo cayo por parte de las explosiones y varias personas resultaron heridas de gravedad.
En consecuencia, a este suceso se abrió una investigación para conocer la causa verdadera de la explosión que conmocionó a todo el país. En un inicio una investigación penal fue impulsada por el Estado que fue una decisión idónea para esclarecer las circunstancias para tener los principales responsables de este desastre.
La Comisión Interamericana de Derechos humanos recibió información de las víctimas de este acontecimiento y consideró que los fallecimientos de las presuntas víctimas, en una brigada blindada militar por una explosión causada por la alegada negligencia de agentes estatales, representan violaciones al debido proceso en el marco de procedimiento civil. Y consideró que Ecuador debía reconocer públicamente el daño ocasionada por la explosión del polvorín de Riobamba y la responsabilidad de las autoridades públicas en los hechos. Señaló asimismo que ya había iniciado un proceso de reparación para las víctimas por medio del Decreto Ejecutivo 3369, y posteriormente por el Decreto Ejecutivo 3386 del 5 de diciembre de 2002, en el que se ordenó al Ministerio de Economía y Finanzas que fije el presupuesto para indemnizar a los afectados y que coordine la reconstrucción de la infraestructura destruida. Indicó además que el Acuerdo Ministerial 145 del 30 de enero de 2003 ordenó un operativo para la reconstrucción de infraestructura en Riobamba, y creó un bono para la reparación de inmuebles para los afectados por la explosión.

### Reacción de la ciudadanía Riobambeña
Después del fuerte estallido escuchado a lo lejos por los ciudadanos riobambeños, miradas de incertidumbre y preocupación se vieron envueltas en un mar de admiración y temor. Muchas preguntas corren por la cabeza de las personas que atemorizadas huyen sin un rumbo fijo, ¿habrá sido la gasolinera?, ¿acaso es un atentado terrorista?, ¿un enfrentamiento militar? La gente empieza a murmurar, se sospecha de bombas colocadas en la institución militar, estallido de calderos de cerámica, erupción del volcán Tungurahua, terremotos.
Finalmente se corre la voz por parte del personal militar, hubo una explosión en el fuerte militar, las municiones ahí almacenadas empiezan a detonarse, el personal militar empieza a arribar al centro de la ciudad, evacuando inmediatamente a los civiles. Las indicaciones militares son claras, la evacuación debe realizarse en unos 2 km a la redonda fuera del sitio de la explosión.
El personal militar da indicaciones a la población de tomar medidas precautelarías debido a que la pólvora resulta nociva para la garganta. Los rostros de los Riobambeños se teñían con desesperación y pánico, padres inquietos por encontrar a sus hijos, ancianos aturdidos por el ruido de las municiones, gente exaltada que se negaba a dejar atrás su vivienda. Las víctimas mortales no se hicieron esperar, pues las esquirlas y escombros de la munición arrojada por la explosión cegaron la vida de múltiples habitantes de aquella tranquila ciudad.
Según múltiples testimonios, la explosión se realizó justo alado del cuarto donde los militares locales residían. Los daños materiales causados por este acontecimiento fueron incalculables, las explosiones no distinguieron propiedad privada de pública. Los daños económicos se vieron reflejados en las caras llenos de sollozos y desesperanza de los habitantes que de un instante al otro lo perdieron todo. La población pedía a sus superiores una indemnización, que, al parecer, no llegó nunca. Es así como en el 2002 Riobamba vivió un infierno durante un pequeño lapso de tiempo, que terminaría afectando la vida de sus habitantes de por vida, eso sin mencionar las pérdidas humanas provocadas por tan desgraciada tragedia.

### Reconstrucción y costos de la ciudad
La gran explosión en la Blindada Galápagos causó grandes daños en la ciudad, en donde se menciona que afectó techos, los tumbados y ventanales de las construcciones que conformaban la ciudad en ese entonces además la pérdida de algunas personas. La reconstrucción de la ciudad tomó un periodo de tiempo debido a que no se contaba con el dinero, según el Comité de Solidaridad y el Municipio habían señalado que el presupuesto para la reconstrucción era de 14 millones de dólares, pero solo fueron 9 millones los que llegaron pronto y con eso se realizó una pequeña parte de la reconstrucción.